# Городище (Славковичский сельсовет)
Городище (бел. Гарадзішча) — деревня в составе Славковичского сельсовета Глусского района Могилёвской области Белоруссии.
До 13 апреля 2018 года входила в состав Хвастовичского сельсовета.

## Население
- 1999 год — 10 человек
- 2009 год — 1 человек